# Wilbo
Wilbo – polska spółka akcyjna zajmująca się produkcją i sprzedażą konserw rybnych (Neptun i Przysmak), owoców morza i ryb mrożonych (DalPesca).

## Historia
Prowadzona przez Wilbo S.A. działalność gospodarcza jest kontynuacją działalności prowadzonej przez Dariusza Bobińskiego i Waldemara Wilandta od 1987 roku. W czerwcu 1987 roku została podpisana umowa spółki cywilnej pod nazwą Wilbo.
Do końca 1988 roku spółka nie podjęła działalności prowadząc inwestycję – budowę wytwórni kwasu cytrynowego. W wyniku sprowadzenia bezcłowego kwasku z Chin pozostało tzw. „muzeum kwasku” w „kolebce” firmy we Władysławowie. Później zaczęto produkować szampon i płyn do naczyń oraz ketchup w tubce. 
W wyniku kolejnych zmian w lipcu 1992 roku zgodnie z wpisem do ewidencji działalności gospodarczej zarejestrowano nową nazwę spółki „Zakłady Rybne Wilbo”.
Podstawowy przedmiot działalności spółki obejmował przetwórstwo i handel.
W marcu 1991 roku Wilbo uruchomiło produkcję konserw rybnych i przetworów rybnych.
W maju 1994 roku Wilandt i Bobiński nabyli od przedsiębiorstwa państwowego „Zakłady Rybne” w Gdyni w likwidacji nieruchomość położoną w Gdyni przy ul. Hutniczej.
Jednocześnie od Pomorskiego Banku Kredytowego spółka nabyła urządzenia i maszyny zaś od Banku Komunalnego w Gdyni zapasy surowców, półproduktów oraz produktów gotowych.
W 1994 roku nazwa firmy została zmieniona na Wilbo Seafood Sp. z o.o. Spółka rozpoczęła tworzenie własnej sieci sprzedaży poprzez utworzenie stałych przedstawicielstw w Krakowie, Warszawie, Poznaniu. W 1995 roku rozbudowywała swoją bazę produkcyjną, między innymi poprzez zakup nieruchomości położonej w Gdyni przy ul. Przemysłowej, gdzie uruchomiono produkcję konserw mięsnych.
W kwietniu 1997 roku spółka została przekształcona w spółkę akcyjną, przy czym wszyscy dotychczasowi wspólnicy objęli akcje w nowej spółce. Kapitał akcyjny spółki w chwili przekształcenia wynosił 6,7 mln zł, później wzrósł do 16,2 mln zł.
W 1998 roku spółka zadebiutowała na warszawskiej Giełdzie Papierów Wartościowych.
W 1999 roku zmieniono firmę na Wilbo Spółka akcyjna.
W 2002 roku Wilbo SA przejęła spółkę Dal Pesca SA. 
W grudniu 2018 r. zawieszono obroty akcjami spółki na GPW.

## Marki Wilbo SA
- Neptun[2]
- Dal Pesca
- Catering
- Przysmak
- Proryb